# Karel Bedřich Absolon
Karel Bedřich Absolon (21. března 1926 Brno – 2. října 2009 Rockville) byl český chirurg žijící od roku 1948 v USA.
Jeho otec Karel Absolon byl profesorem geografie a paleoantropologie na UK, ale Karel Bedřich se vydal na medicínskou dráhu. Zabýval se kardiovaskulární chirurgií a v 60. a 70. letech se jako jeden z prvních zabýval transplantacemi jater a ledvin. Ve Spojených státech působil i jako profesor na univerzitách v Illinois, v Dallasu a ve Washingtonu.
V České republice se zasloužil o vybudování koronární jednotky v Praze-Krči.
Kromě chirurgie se zabýval i historií medicíny a publikoval odborné články.